# Bad Soden-Salmünster
Bad Soden-Salmünster é um município da Alemanha, situado no distrito de Main-Kinzig, no estado de Hesse. Tem 58,62 km² de área, e sua população em 2019 foi estimada em 13.439 habitantes.